# Dolné Trhovište
Dolné Trhovište este o comună slovacă, aflată în districtul Hlohovec din regiunea Trnava. Localitatea se află la altitudinea de 180 m deasupra n.m., se întinde pe o suprafață de 10,057 km2 și în 2017 număra 651 de locuitori.

## Istoric
Localitatea Dolné Trhovište este atestată documentar din 1156.

## Demografie
| An:                | 1994 | 2004   | 2014   | 2024    |
| ------------------ | ---- | ------ | ------ | ------- |
| Număr de persoane: | 642  | 637    | 651    | 571     |
| Diferență:         |      | −0,77% | +2,19% | −12,28% |

| An:                | 2023 | 2024   |
| ------------------ | ---- | ------ |
| Număr de persoane: | 584  | 571    |
| Diferență:         |      | −2,22% |